# ケイト・ラッター
ケイト・ラッターはイギリスの女優で、『私、ダニエル・ブレイク』、   『ピータールー』、『リバーシティ』が代表作  。

## 出演作品
| 年            | 作品                              | 役             | ディレクター             | ノート                                                       |
| ------------- | --------------------------------- | -------------- | ------------------------ | ------------------------------------------------------------ |
| 1997年        | Casualty（原題）                  | ジーン         | 複数名                   | BBCのヒットテレビドラマ                                      |
| 1997年        | フルモンティ                      | 事務員         | ピーター・カッタネオ     |                                                              |
| 1998年        | Cold Feet（原題）                 | シーラ         | 複数名                   | 英ITVの人気コメディシリーズ                                  |
| 1999年        | Hearts and Minds（原題）          | シスターマリー | チャールズマクダガル     |                                                              |
| 2000          | クィア・アズ・フォーク            | ペリー夫人     | 複数名                   |                                                              |
| 2000          | Fat Friends（原題）               | ヘレン         | ケイ・メラー             |                                                              |
| 2002〜 2009年 | 法医学捜査班 silent witness       | ブルック夫人   | 複数名                   |                                                              |
| 2002〜 2009年 | Holby City（原題）                | キャロル       | 複数名                   |                                                              |
| 2005年        | ピエールポイント                  | アイリーン     | エイドリアンシャーゴルド | アルバート・ピアポイント（英国死刑執行人）の生涯を描いた映画 |
| 2010年        | Doctors（原題）                   | リンダ         | 複数名                   |                                                              |
| 2010年        | The Arbor（原題）                 | 母親役         | クリオ・バーナード       |                                                              |
| 2010年        | オレンジと太陽                    | ヴェラ         | ジム・ローチ             |                                                              |
| 2012〜2013    | River City（原題）                | ミリアム       | 複数名                   | シリーズレギュラーとして44話出演                             |
| 2013年        | スコット＆ベイリー                | ジョー         | 複数名                   | イギリスの犯罪ドラマ                                         |
| 2013年        | レイルウェイ 運命の旅路           | ジーン         | ジョナサン・テプリツキー |                                                              |
| 2016年        | 主任警部アラン・バンクス          | モリーン       | 複数名                   |                                                              |
| 2016年        | わたしは、ダニエル・ブレイク      | アン           | ケン・ローチ             |                                                              |
| 2017年        | Cotton Wool（原題）               | マリオン       | ニコラス・コナー         | イギリスドラマ                                               |
| 2018年        | ピータールー マンチェスターの悲劇 | 仕立て屋       | マイク・リー             |                                                              |
| 2019年        | コロネーション・ストリート        | D.S. Beckett   | 複数名                   |                                                              |
| 2019年        | フォー・ウェディング              | マーゴット     | 複数名                   |                                                              |
| 2019年        | ダーク・マテリアルズ/黄金の羅針盤 | シスターベティ | 複数名                   |                                                              |

ケイト・ラッターはイングランドの北部にあるヨークシャーのリーズで生まれ育ち、ロンドン南東部のシドカップにあるローズ・ブラッフォード・カレッジで演劇や舞台芸術など女優としての技術を学んだ。1977年にフィル・ヤング監督らの下で映像作品出演を果たす。初のテレビ出演は、1994年にウィリアム・メインによるBBCのテレビシリーズ『Earthfasts（原題）』でした。それ以降ITVの『コロネーション・ストリート』とBBCの『River City（原題）』の両方で準レギュラーとして定期的に出演していたが、のち2020年BBCの『クエスチョンタイム』に出演したことによって、「女優がBBCに雇われたか」という論争を巻き起こした。    

## 受賞歴
| 賞                 | カテゴリー    | ノミネート作品      | 結果 |
| ------------------ | ------------- | ------------------- | ---- |
| ロサンゼルス映画賞 | Best Ensemble | Cotton Wool（原題） | 受賞 |
| ニューヨーク映画賞 | Best Ensemble | Cotton Wool（原題） | 受賞 |